# Rainer Hering
Rainer Hering (* 25. Juni 1961 in Hamburg) ist ein deutscher Archivar und Historiker.

## Leben
Hering studierte Geschichtswissenschaft, Evangelische Theologie und Erziehungswissenschaft, wurde 1989 zum Dr. phil. in Geschichte und zum Dr. theol. promoviert und am Fachbereich Philosophie und Geschichtswissenschaft der Universität Hamburg habilitiert. Von 1987 bis 2006 war er als Archivar (Leiter der Fachabteilung sowie Stellvertreter des Amtsleiters) im Staatsarchiv Hamburg tätig. Im Oktober 2006 übernahm er die Leitung des Landesarchivs Schleswig-Holstein. Hering ist Vorsitzender des Archive Committee der German Studies Association und seit 2007 Professor für Neuere Geschichte und Archivwissenschaft am Fachbereich Geschichte an der Universität Hamburg.

## Schriften (Auswahl)
Monographien
- Theologische Wissenschaft und „Drittes Reich“. Studien zur Hamburger Wissenschafts- und Kirchengeschichte im 20. Jahrhundert (= Reihe Geschichtswissenschaft. Band 20). Centaurus-Verl.-Ges., Pfaffenweiler 1990, ISBN 3-89085-513-X.
- Theologie im Spannungsfeld von Kirche und Staat. Die Entstehung der Evangelisch-Theologischen Fakultät an der Universität Hamburg 1895 bis 1955 (= Hamburger Beiträge zur Wissenschaftsgeschichte. Band 12). Reimer, Berlin 1992, ISBN 3-496-00430-4 (zugleich: Dissertation, Hamburg 1989).
- Die Bischöfe. Simon Schöffel, Franz Tügel (= Hamburgische Lebensbilder. Band 10). Verein für Hamburgische Geschichte, Hamburg 1995, ISBN 3-923356-65-X.
- Vom Seminar zur Universität. Die Religionslehrerausbildung in Hamburg zwischen Kaiserreich und Bundesrepublik. Dölling und Galitz, Hamburg 1997, ISBN 3-930802-40-6.
- Die Theologinnen. Sophie Kunert, Margarete Braun, Margarete Schuster (= Hamburgische Lebensbilder. Band 12). Verein für Hamburgische Geschichte, Hamburg 1997, ISBN 3-923356-78-1.
- Konstruierte Nation. Der Alldeutsche Verband 1890 bis 1939 (= Hamburger Beiträge zur Sozial- und Zeitgeschichte. Band 40). Christians, Hamburg 2003, ISBN 3-7672-1429-6.
- „Dem besten Steuermann Deutschlands“. Der Politiker Otto von Bismarck und seine Deutung im radikalen Nationalismus zwischen Kaiserreich und „Drittem Reich“ (= Friedrichsruher Beiträge. Band 26). Otto-von-Bismarck-Stiftung, Friedrichsruh 2006, ISBN 3-933418-25-9.
- Heinz Beckmann und die „Hamburgische Kirchenrevolution“ (= Veröffentlichungen des Archivs des Kirchenkreises Hamburg-Ost, Band 1). Otto-von-Bismarck-Stiftung, Hamburg 2009, OCLC 845713839.
- Lorenz von Stein und Schleswig-Holstein im Europa der Revolutionen 1848/49. Vortrag gehalten am 15. November 2011 auf der Lorenz-von-Stein-Gedächtnisvorlesung in der Schleswig-Holsteinischen Landesbibliothek zu Kiel (= Quellen zur Verfassungs- und Verwaltungsgeschichte. Band 33). Lorenz-von-Stein-Institut für Verwaltungswissenschaft an der Christian-Albrechts-Universität zu Kiel, Kiel 2012, ISBN 978-3-936773-77-4.
- „Aber ich brauche die Gebote ...“. Helmut Schmidt, die Kirchen und die Religion (= Studien der Helmut und Loki Schmidt-Stiftung. Band 8/9). Ed. Temmen, Bremen 2012, ISBN 978-3-8378-2014-0 (zugleich: Dissertation, Hamburg 2011).
- mit Iris Groschek: Fatima und Richard – Ein Paar zwischen Deutschland und Afrika (1929–1943). Ulrike Helmer Verlag, Sulzbach 2017, ISBN 978-3-89741-406-8.
- mit Tillmann Bendikowski, Silke Göttsch-Elten: Wem gehört die Geschichte? Das Landesarchiv Schleswig-Holstein 1870-2020, Wallstein, Göttingen 2025, ISBN 978-3-8353-5731-0.

Herausgeberschaften
- zusammen mit Joachim Stüben: Zwischen Studium und Verkündigung – Festschrift zum hundertjährigen Bestehen der Nordelbischen Kirchenbibliothek in Hamburg (= bibliothemata. Band 13). Verlag Traugott Bautz, Nordhausen 1995, ISBN 978-3-88309-060-3.
- 1. Norddeutscher Archivtag / 20. bis 21. Juni 2000 in Hamburg, Verlag Traugott Bautz, Nordhausen 2000, ISBN 978-3-88309-081-8.
- Walter Classen – Ein Hamburger Pädagoge zwischen Tradition und Moderne, Verlag Traugott Bautz, Nordhausen 2001, ISBN 978-3-88309-087-0.
- zusammen mit Michael Mahn: 2. Norddeutscher Archivtag / 23. bis 24. Juni 2003 in Schwerin, Verlag Traugott Bautz, Nordhausen 2003, ISBN 978-3-88309-141-9.
- 3. Norddeutscher Archivtag / 20. bis 21. Juni 2006 in Lüneburg, Verlag Traugott Bautz, Nordhausen 2007, ISBN 978-3-88309-400-7.
- 4. Norddeutscher Archivtag / 16. und 17. Juni 2009 in Bremen (= bibliothemata. Band 23), Verlag Traugott Bautz, Nordhausen 2010, ISBN 978-3-88309-570-7
- 5. Norddeutscher Archivtag / 12. und 13. Juni 2012 in Lübeck (= bibliothemata. Band 27), Verlag Traugott Bautz, Nordhausen 2013, ISBN 978-3-88309-778-7.
- zusammen mit Michael Mahn: Hans-Werner Engels: Der Französischen Revolution verpflichtet (= bibliothemata. Band 25), Verlag Traugott Bautz, Nordhausen 2015, ISBN 978-3-88309-924-8.
- 6. Norddeutscher Archivtag / 16. und 17. Juni 2015 in Hamburg (= bibliothemata. Band 29), Verlag Traugott Bautz, Nordhausen 2016, ISBN 978-3-95948-103-8.
- Die „Reichskristallnacht“ in Schleswig-Holstein. Der Novemberpogrom im historischen Kontext. Hamburg 2016, ISBN 978-3-943423-30-3 (online).
- 8. Norddeutscher Archivtag / 22. und 23. November 2022 in Stralsund (= bibliothemata. Band 32), Verlag Traugott Bautz, Nordhausen 2023, ISBN 978-3-95948-604-0.
- zusammen mit Hans Schultz Hansen: Die Folgen der Teilung Schleswigs – 1920 (= Veröffentlichungen des Landesarchivs Schleswig-Holstein. Band 122). Hamburg University Press, Hamburg 2022, ISBN 978-3-943423-94-5.